# Barbara Piasecka Johnson
Barbara Piasecka Johnson (* 25. Februar 1937 in Staniewicze nahe Hrodna, Polen (heute Belarus); † 1. April 2013 in Sobótka) war eine polnisch-US-amerikanische Kunstsammlerin und Philanthropin. Durch eine Erbschaft gehörte sie zu den reichsten Frauen der Welt. Zu ihrer umfangreichen Kunstsammlung gehörten bedeutende Werke der Renaissance und des Barock. Die von ihr begründete Stiftung kümmert sich um junge Menschen mit Autismus.

## Leben
Barbara Piasecka kam 1937 im damals polnischen Ort Staniewicze (heute Belarus) als Kind eines Landwirts zur Welt. Nach ihrer schulischen Ausbildung studierte sie an der Universität Breslau Kunstgeschichte. 1968 emigrierte sie nach einem Studienaufenthalt in Rom in die Vereinigten Staaten. Hier erhielt sie eine Anstellung in Oldwick (New Jersey) als Köchin und Zimmermädchen bei J. Seward Johnson und seiner zweiten Ehefrau Esther Underwood. Johnson war langjähriger Direktor und Mitinhaber des Pharmaunternehmens Johnson & Johnson. Nach neun Monaten beendete sie ihre Tätigkeit im Haushalt der Johnsons und zog in ein von Mr. Johnson angemietetes Apartment in New York City.
1971 ließ sich Johnson von seiner zweiten Ehefrau scheiden und heiratete eine Woche später Barbara Piasecka. Bei der Hochzeit des damals 76-jährigen Johnson mit der 32 Jahre jüngeren Piasecka war keines seiner sechs Kinder anwesend. Die Eheleute ließen sich am Stadtrand von Princeton (New Jersey) einen großen Landsitz namens Jasna Polana errichten. In den Folgejahren widmeten sich die Eheleute unter anderem dem Aufbau einer umfangreichen Kunstsammlung. Zudem gründeten sie 1974 die Barbara Piasecka Johnson Foundation, die zunächst polnische Studenten in den Vereinigten Staaten und verschiedene wohltätige Initiativen in Polen unterstützte. 1983 starb J. Seward Johnson und seine nunmehr erwachsenen Kinder führten mit Barbara Piasecka Johnson einen mehrjährigen gerichtlichen Streit um das Erbe. Von dem Nachlass von rund 500 Millionen US-Dollar bekam Barbara Piasecka Johnson schließlich 350 Millionen Dollar zugesprochen. 2013 schätze das Forbes Magazine ihr Vermögen auf 3,6 Milliarden Dollar.
Nach dem Tod ihres Ehemanns ließ sich Barbara Piasecka Johnson in Monaco nieder. Ihren Besitz Jasna Polana in New Jersey gestaltete der Profi-Golfer Gary Player in einen Golfclub um. Ihre Stiftung hat seit 1992 unter der Bezeichnung Fundację Barbary Piaseckiej Johnson einen Ableger in Polen. Die Stiftung kümmert sich vor allem um Kinder und junge Erwachsene mit Autismus. Darüber hinaus finanzierte sie den Bau des Instituts für Entwicklung des Kindes in Danzig. Barbara Piasecka Johnson starb 2013 in Sobótka und wurde auf einem Friedhof in Breslau bestattet.

## Kunstsammlung
Der genaue Umfang der Kunstsammlung von Barbara Piasecka Johnson ist nicht bekannt. Der Öffentlichkeit präsentierte sie 1990 erstmals eine Auswahl ihrer Sammlung mit 50 Gemälden, 30 Skulpturen sowie Kunsthandwerk mit religiösen Sujets unter dem Titel Opus Sacrum im Warschauer Königsschloss. Hierunter befanden sich Werke der Renaissance und des Barock von Künstlern wie Fra Angelico, Filippo Lippi, Andrea Mantegna, Sandro Botticelli, Leonardo da Vinci, Giorgione, Lucas Cranach dem Älteren, El Greco, Jusepe de Ribera, Francisco de Zurbarán, Caravaggio, Domenichino, Peter Paul Rubens und Jan Vermeer. An gleicher Stelle folgte 2010/2011 eine Auswahl von 87 Altmeisterzeichnungen, darunter Arbeiten von Raffael, Leonardo da Vinci und Sandro Botticelli.

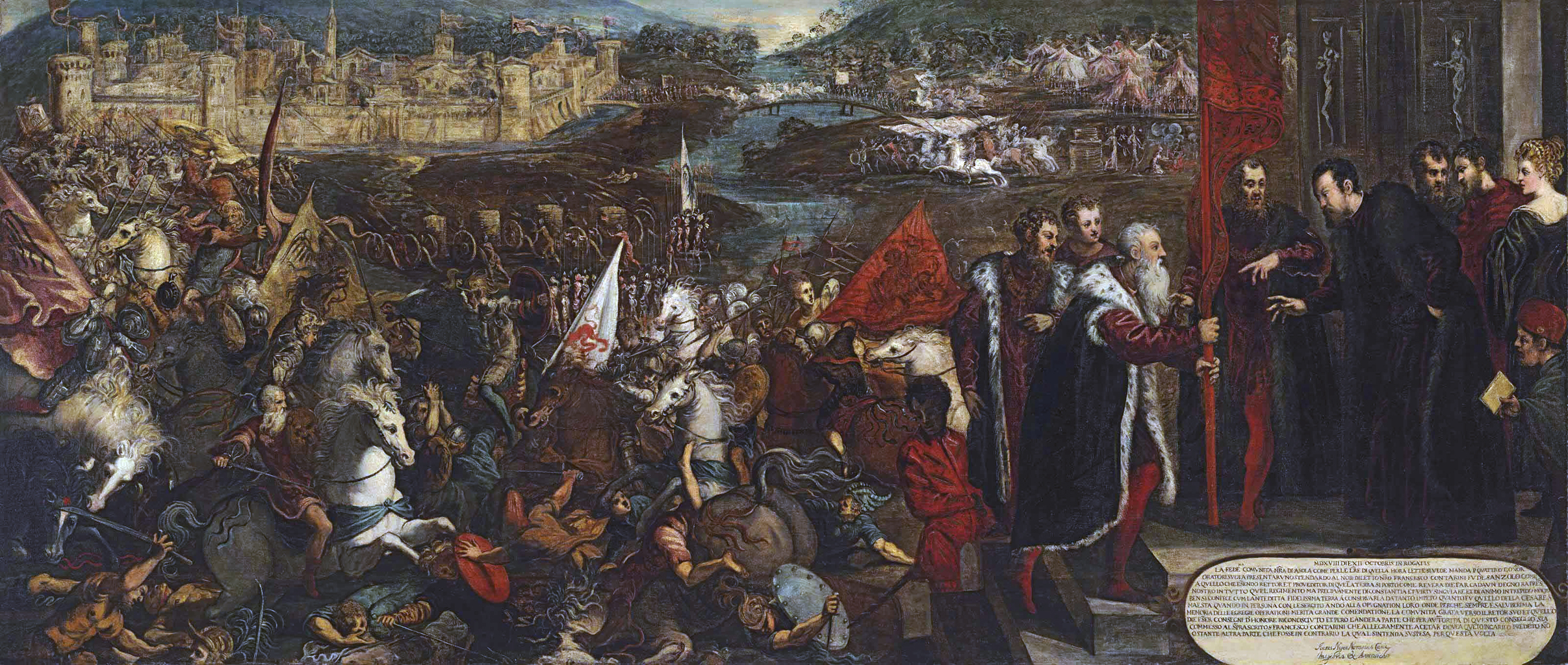
Jacopo Tintoretto: Die Belagerung von Asola
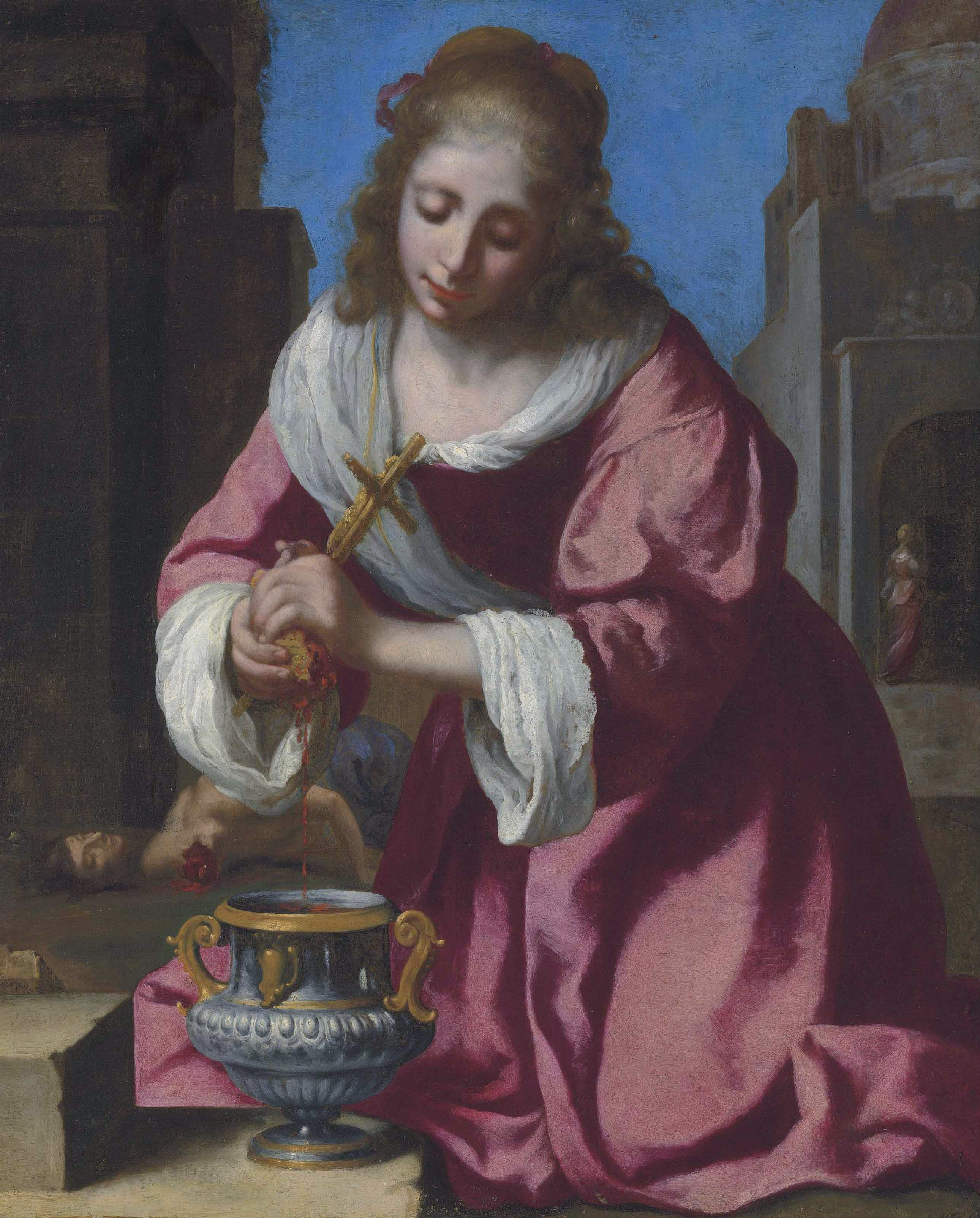
Jan Vermeer: Die heilige Praxedis
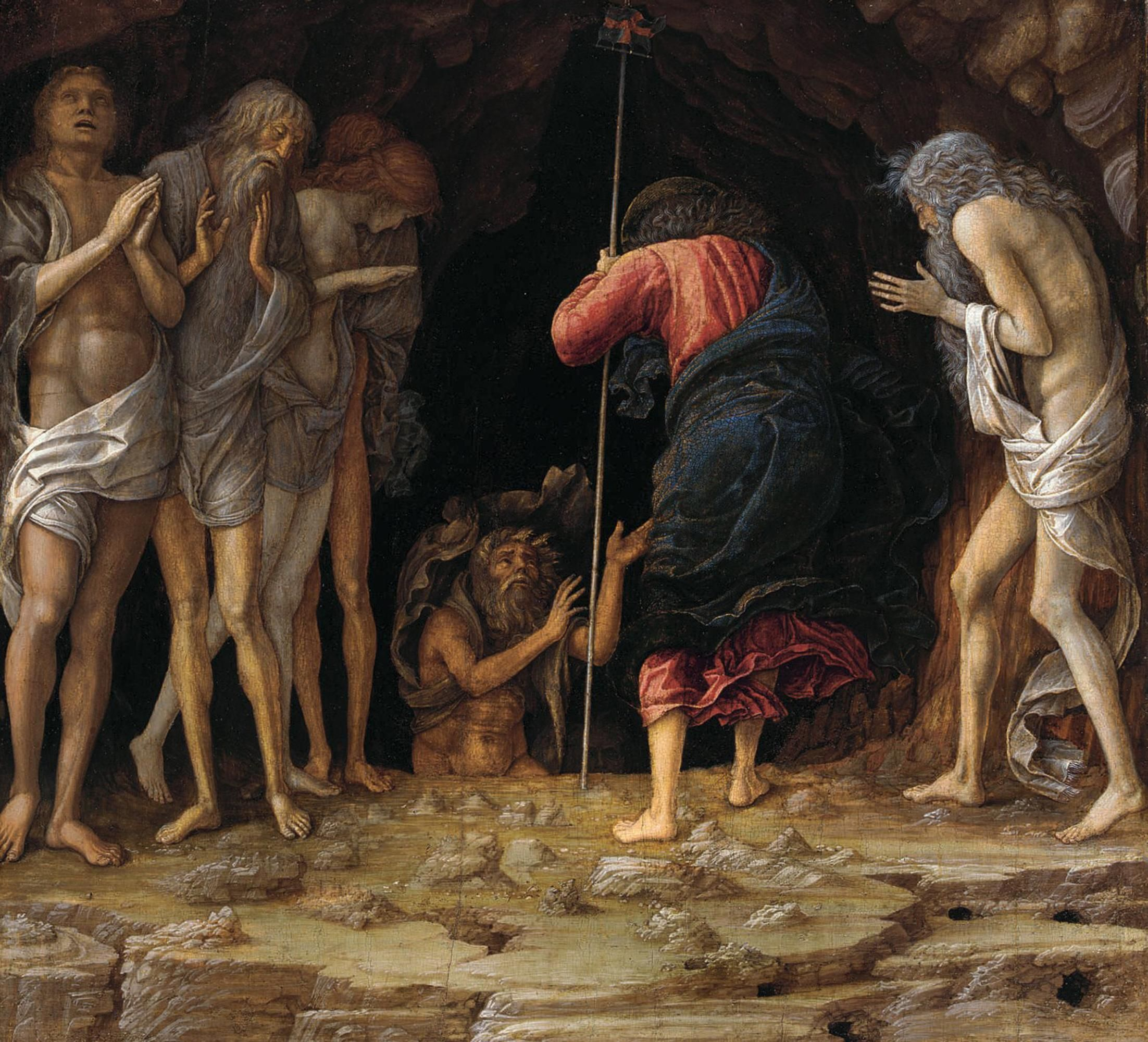
Andrea Mantegna: Höllenfahrt Christi
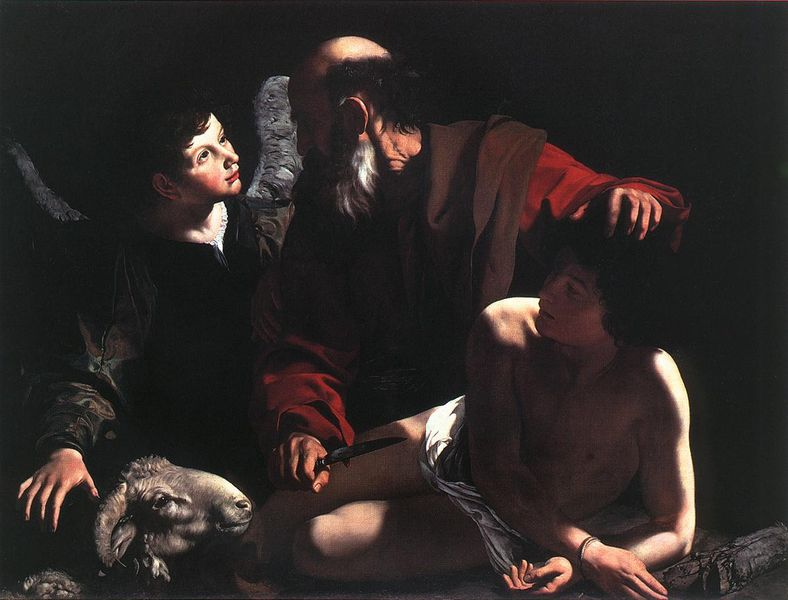
Michelangelo Merisi da Caravaggio: Die Opferung Isaaks

Der erste namhafte Erwerb eines Kunstwerks war 1972 der Kauf des Agnolo Bronzino zugeschriebenen Gemäldes Madonna mit Kind, heiliger Anna und Johannes dem Täufer als Kind. Solchen Altmeistergemälde blieben aber zunächst die Ausnahme. Stattdessen erwarben die Johnsons Gemälde des 19. und 20. Jahrhunderts von Künstlern wie Piet Mondrian, Claude Monet, Edgar Degas, Pierre-Auguste Renoir, Vincent van Gogh, Paul Gauguin, Henri Matisse, Pablo Picasso, Georges Braque, Fernand Léger, Amedeo Modigliani oder Wassily Kandinsky sowie Skulpturen von Hans Arp, Auguste Rodin und Constantin Brâncuși. Darüber hinaus erwarben sie zahlreiche Werke polnischer Künstler, des 19. Jahrhunderts, darunter Arbeiten von Piotr Michałowski, Henryk Rodakowski, Henryk Siemiradzki, Artur Grottger, Jan Matejko, Ludomir Sleńdziński, Józef Chełmoński und Olga Boznańska. Zahlreiche dieser frühen Erwerbungen verkauften die Sammler wenige Jahre später. Hierzu gehörten beispielsweise Am Brunnen von Henryk Siemiradzki, Le disque rouge von Fernand Léger oder Maternite II von Paul Gauguin.

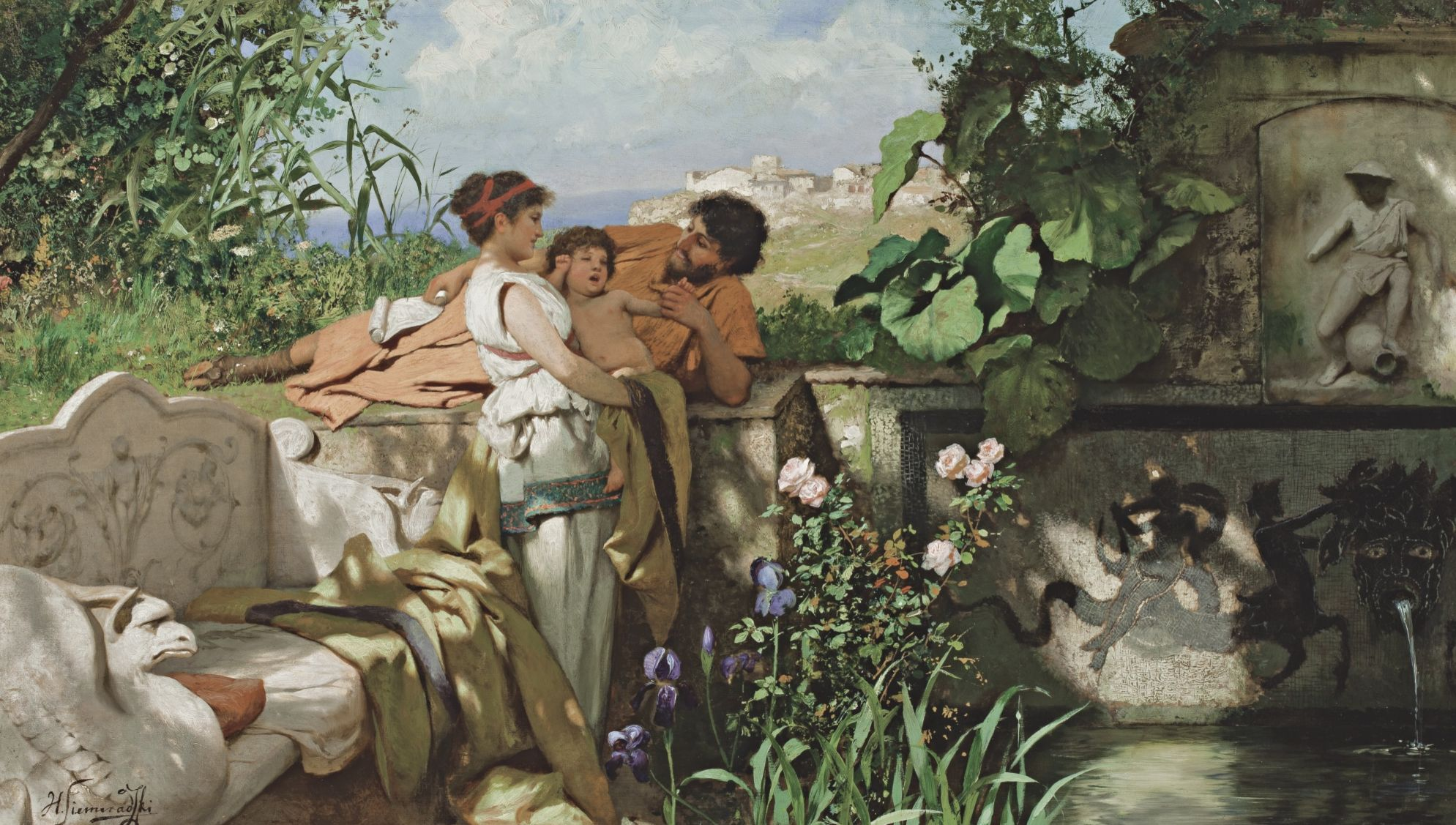
Henryk Siemiradzki: Am Brunnen
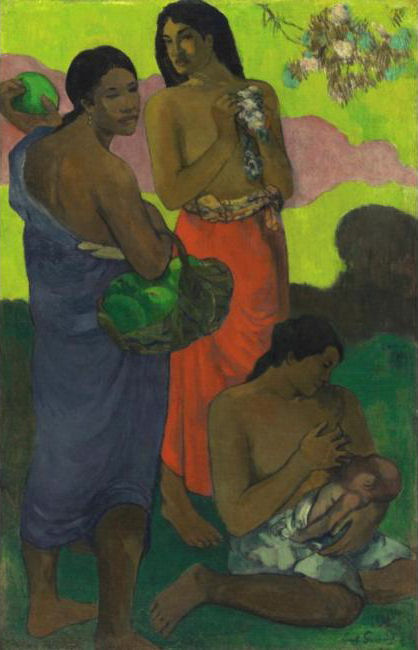
Paul Gauguin: Maternite II
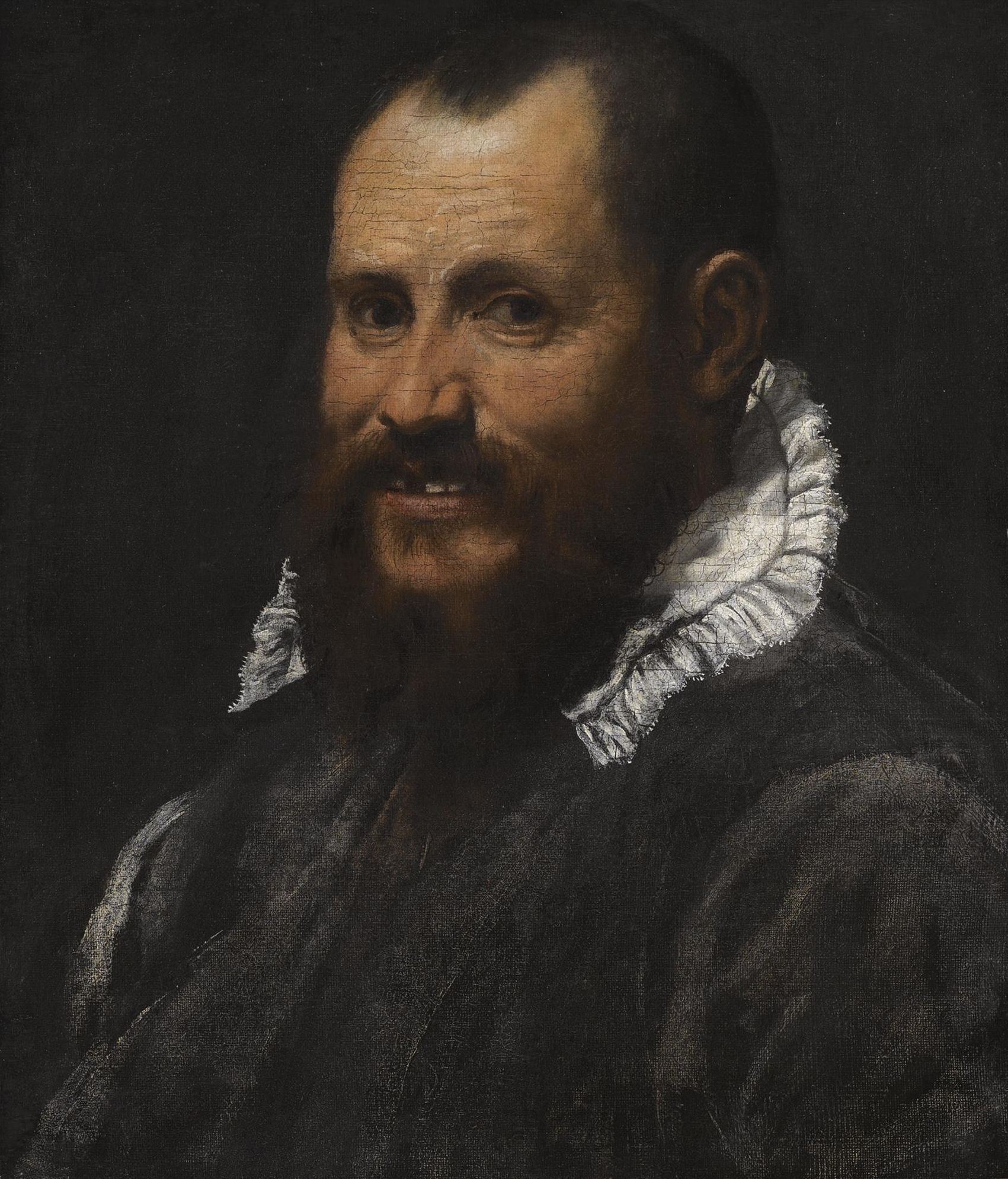
Annibale Carracci: Brustbildnis eines Mannes mit weißem kragen
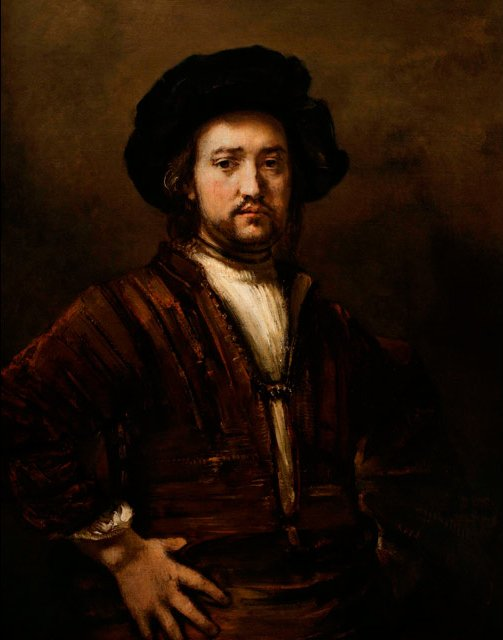
Rembrandt: Ein Mann mit den Armen in der Hüfte

Gegen Ende der 1970er Jahre widmete sich das Sammlerpaar verstärkt dem Ankauf von Altmeistergemälden. Hierzu gehörten beispielsweise Werke von Velázquez, François Boucher oder Nicolas Poussin. Zu den Höhepunkten der Sammlung zählte das bereits 1974 von der New Yorker Columbia University erworbene Gemälde Ein Mann mit den Armen in der Hüfte von Rembrandt. Darüber hinaus bauten sie eine umfangreiche Sammlung mit Kunsthandwerk auf. Hierbei wurden sie unter anderen von dem Kunsthistoriker und vormaligem Direktor des Victoria and Albert Museum John Pope-Hennessy beraten.
Nach dem Tod ihres Mannes im Jahr 1983 baute Barbara Piasecka-Johnson die Sammlung weiter aus. Zu den wichtigsten Erwerbungen dieser Zeit gehören Vermeers Die heilige Praxedis, Christus am Kreuz von El Geco, Mantegnas Höllenfahrt Christi und Caravaggio Die Opferung Isaaks. Aufsehen erregte zudem der Erwerb des Badminton Cabinet, eines florentiner Prunkschrankes aus dem Besitz des Duke of Beaufort. Bei einem Kaufpreis von 15 Millionen US-Dollar handelte es sich um den höchsten je für ein Möbelstück bei einer Auktion gezahlten Preis. 2004 ließ sie den Schrank bei Christie’s wieder versteigern. Für den neuen Rekordpreis von 36,7 Millionen US-Dollar erwarb Liechtensteins Fürst Hans-Adam II. das Möbelstück.
In ihren letzten Lebensjahren veräußerte die Sammlerin weitere Stücke ihrer Sammlung. Bereits 2003 erlöste sie für  Mantegnas Höllenfahrt Christi bei Sotheby’s 28,5 Millionen US-Dollar. Im Juli 2009 gab sie 55 Arbeiten der Renaissance und des Barock zur Auktion, gefolgt von einer weiteren Versteigerung mit 144 Stücken des Kunsthandwerks und Möbeln. Im Dezember des Jahres kam bei Christie’s Rembrandts Ein Mann mit den Armen in der Hüfte zur Auktion. Für den Rekordpreis von 32,9 Millionen US-Dollar ging das Gemälde an den Hotel- und Casinounternehmer Steve Wynn.
Barbara Piasecka Johnson stellte dem Nationalmuseum in Posen als Dauerleihgabe flämische Wandteppiche und das Monumentalgemälde Die Belagerung von Asola von Jacopo Tintoretto zur Verfügung. Weitere Dauerleihgaben befanden sich in Monaco im Musée de la Chapelle de la Visitation. Darüber hinaus lieh sie wiederholt einzelne Werke zu Kunstausstellungen aus. So überließ sie zeitweilig Mantegnas Höllenfahrt Christi der New Yorker Frick Collection und lieh 2011 der National Gallery of Canada in Ottawa das Caravaggio zugeschriebene Gemälde Die Opferung Isaaks. Pläne zur Errichtung eines eigenen Kunstmuseums in Princeton zerschlugen sich ebenso, wie der Umbau des Residenzschlosses Posen zur dauerhaften Aufnahme der Sammlung. Nach dem Tod von Barbara Piasecka Johnson kamen im Juli 2014 mehrere Objekte der Sammlung im Auktionshaus Christie’s in London zur Versteigerung. Hierunter befanden sich die Gemälde Das Martyrium des heiligen Bartholomäus von Luca Giordano, Christus an der Säule von Domenichino, Die Belagerung von Asola von Jacopo Tintoretto und Das Martyrium des heiligen Sebastian von Francisco de Zurbarán. Das Spitzenlos der Versteigerung, das Gemälde Die heilige Praxedis von Vermeer, wechselte für 6,242 Millionen Pfund Sterling den Besitzer. Der Erlös der Auktion ist für die Stiftung der Verstorbenen bestimmt.